# آندریاس نیکل
آندریاس نیکل (۱۸ اکتبر ۱۹۶۷ در مونیخ) یک هنرپیشه آلمانی است.

## زندگی
آندریاس نیکل در مونیخ متولد و پرورش یافت. در سال ۱۹۹۲ دیپلم بازیگری خود را در مدرسه درام وستفالیان در بوخوم دریافت کرد. نیکل در تئاترهای مختلف آلمان و در فیلم‌های متعددی ایفای نقش نمود.

## فیلم‌شناسی به عنوان بازیگر
- 1993–1994: خون اشام کوچک-ماجراهای جدید (مجموعه تلویزیونی، ۹ قسمت)
- ۱۹۹۴: سالهای وحشی (فیلم بلند)
- ۱۹۹۶: و هیچ‌کس بعد از من گریه نمی‌کند (سینمایی)
- ۱۹۹۵–۱۹۹۶: دو تا عاشق شدن (مجموعه تلویزیونی، ۱۵ قسمت)
- ۱۹۹۷–۲۰۰۲: فقط در مورد استفانی (مجموعه تلویزیونی، نقش‌های مختلف، ۳ قسمت)
- ۱۹۹۸: عملیات هامبورگ (مجموعه تلویزیونی، قسمت ورزش قتل است)
- ۱۹۹۹: دکتر کوه (مجموعه تلویزیونی، ۷ قسمت)
- ۱۹۹۹: زن جادویی
- ۲۰۰۰: یک بار در زندگی
- ۲۰۰۱: جنی و شرکت (مجموعه تلویزیونی، ۱۲ قسمت)
- ۲۰۰۲–۲۰۰۵: دکتر کشور (مجموعه تلویزیونی، ۵ قسمت)
- ۲۰۰۳: فورستاوس فالکناو (مجموعه تلویزیونی، قسمت اعتماد)
- ۲۰۰۴: سوکو لایپزیگ (مجموعه تلویزیونی، قسمت الوپه)
- ۲۰۰۴: سنگ کریستال (سینمایی)
- ۲۰۰۴: پلیس تماس ۱۱۰-اندازه‌گیری کامل است (سریال تلویزیونی)
- ۲۰۰۴: به نام قانون (مجموعه تلویزیونی، قسمت کوارتت قاتل)
- ۲۰۰۵: اقدامات بهبود جهانی
- ۲۰۰۵: اپولونیا
- ۲۰۰۵–۲۰۱۳: پلیس روزنهایم (مجموعه تلویزیونی، نقش‌های مختلف، ۳ قسمت)
- ۲۰۰۶: کمیساریو لورنتی-مردگان کارست (سریال تلویزیونی)
- ۲۰۰۶: بخش ۴۰ (مجموعه تلویزیونی، قسمت اعتراف)
- ۲۰۰۷: گیپفلستورم
- ۲۰۰۷: فرار (تلویزیون دو طرفه)
- ۲۰۰۸: ویلسبرگ-امور داخلی (سریال تلویزیونی)
- ۲۰۰۸: داستان براندنر کاسپار (سینمایی)
- ۲۰۰۸: امپراتور شکسینگ (مجموعه تلویزیونی، ۲ قسمت)
- ۲۰۰۸–۲۰۱۴: در تمام دوستی (مجموعه تلویزیونی، نقش‌های مختلف، ۳ قسمت)
- ۲۰۰۹: هیتلر محاکمه می‌شود
- ۲۰۰۹–۲۰۱۶: سوکو کیتزب ارمهل (مجموعه تلویزیونی، نقش‌های مختلف، ۴ قسمت)
- ۲۰۰۹, ۲۰۱۷: تماس اضطراری هافنکانته (مجموعه تلویزیونی، نقش‌های مختلف، ۲ قسمت)
- ۲۰۱۰: آخرین زاهد (فیلم کوتاه)
- ۲۰۱۰: پلیس با ۱۱۰ تماس می‌گیرد-یکی از ما
- ۲۰۱۱: قربانیان (فیلم کوتاه)
- ۲۰۱۱: خواهر و برادر (فیلم کوتاه)
- ۲۰۱۱: مورچه‌ها به روش‌های دیگر می‌روند (فیلم بلند)
- ۲۰۱۲–۲۰۱۴ داهوم داهوم است (سری)
- ۲۰۱۲: امدادگر (مجموعه تلویزیونی، قسمت سنگهای در حال سقوط)
- ۲۰۱۲: فرانزی (مجموعه تلویزیونی، قسمت هولا هوپ)
- ۲۰۱۲: رادیو امگا (فیلم فارغ‌التحصیلی اگر کلن)
- ۲۰۱۲: پلیس تماس ۱۱۰-پرندگان شکاری
- ۲۰۱۳: شاد به مرگبار-مونیخ ۷ (مجموعه تلویزیونی، قسمت بله، او کجاست؟)
- ۲۰۱۳: سوکو ویسمار (مجموعه تلویزیونی، قسمت سوت نهایی)
- ۲۰۱۳: سوکو اشتوتگارت (مجموعه تلویزیونی، قسمت کوهستانی)
- ۲۰۱۳: خیانت دوستان
- ۲۰۱۳: غرب (سینمایی)
- ۲۰۱۴: مرد بدون سایه
- ۲۰۱۴: قتل در شمال (مجموعه تلویزیونی، قسمت بلوتگر ارمچه)
- ۲۰۱۵: میلا (مجموعه تلویزیونی، ۶ قسمت)
- ۲۰۱۵: اسپریوالدکریمی-شب طوفانی (سریال تلویزیونی)
- ۲۰۱۵: دانه فلفل (مجموعه تلویزیونی، قسمت پدر تام)
- ۲۰۱۶: منطقه شهری (مجموعه تلویزیونی، قسمت طلسم تنبل)
- ۲۰۱۶: پیرمرد (مجموعه تلویزیونی، قسمت ایده‌های مرگبار)
- ۲۰۱۶: تاتورت-تاکسی به لایپزیگ (سریال تلویزیونی)
- ۲۰۱۶, ۲۰۲۲: در تمام دوستی-پزشکان جوان (مجموعه تلویزیونی، نقش‌های مختلف، ۲ قسمت)
- ۲۰۱۷: عقب - شانس دوم (سینمایی)
- ۲۰۱۷: قتل در شمال (مجموعه تلویزیونی، قسمت اتصال کوتاه)
- ۲۰۱۷: آخرین مسیر برلین (مجموعه تلویزیونی، قسمت لیگنگسپینست)
- ۲۰۱۷: به خاطر بهشت (مجموعه تلویزیونی)
- ۲۰۱۸: سوکو پوتسدام (مجموعه تلویزیونی، قسمت یک اشتباه جدی)
- ۲۰۱۸: واکرسدورف (سینمایی)
- ۲۰۱۸: شوارتز و شوارتز - اولین قتل من
- ۲۰۱۸: فشار (سری وب)
- ۲۰۱۸: ما خواهران بعد از همه
- ۲۰۱۹: شمال از شمال غربی-خانم ایرملر (سریال تلویزیونی)
- ۲۰۱۹: خیریه. رله
- ۲۰۱۹: ویلسبرگ-منهای ۱۹۶°
- ۲۰۱۹: اجازه دهید نور وجود داشته باشد
- ۲۰۱۹: خیلی دور
- ۲۰۱۹: یک برنامه سرنوشت ساز
- ۲۰۲۰: پلیس روزنهایم - اولین پرونده شان (مجموعه تلویزیونی)
- ۲۰۲۰: واپو برلین (مجموعه تلویزیونی)
- ۲۰۲۰: فالک (مجموعه تلویزیونی، قسمت: تست زایمان)
- ۲۰۲۱: ماری جلب آتش - سایه (مجموعه تلویزیونی)